# Bay of Islands (Canada)
De Bay of Islands is een baai van zo'n 470 km² in de Canadese provincie Newfoundland en Labrador. De baai bevindt zich aan de westkust van het eiland Newfoundland.

## Geografie
De Bay of Islands is de op een na grootste baai aan de westkust van Newfoundland, na St. George's Bay. De baai heeft drie zij-armen die relatief ver tot in het binnenland reiken. Het betreft van noord naar zuid North Arm (14 km lang), Middle Arm (17 km lang) en Humber Arm (25 km lang).
Zoals de naam doet vermoeden, telt de baai verschillende eilanden. De baai is echter niet bijzonder eilandrijk, maar heeft wel verschillende eilanden die relatief groot zijn. De grootste eilanden zijn Woods Island (7,7 km²), Big Island (5,0 km²), French Island (3,3 km²), Governors Island (2,1 km²) en Wee Ball (2,0 km²).

### Plaatsen
Zo goed als alle bebouwing aan de oevers van de baai bevindt zich aan de zuidrand ervan, met name langs Humber Arm. Aan het zuidoostelijke uiteinde van die zij-arm, bij de monding van de rivier Humber, ligt de stad Corner Brook. Heel wat andere plaatsen langsheen weerszijden van Humber Arm behoren tot de agglomeratie van die stad. Het betreft met name Humber Arm South, Mount Moriah, Irishtown-Summerside, Meadows, Gillams en McIvers. Net ten westen van Humber Arm, eveneens aan de zuidkust van de Bay of Islands, liggen nog de gemeenten Lark Harbour en York Harbour.
Aan de oever van Middle Arm ligt voorts nog de gemeente Cox's Cove. Dat is de enige plaats die niet aan het meest zuidelijke gedeelte van de baai ligt. 

## Galerij

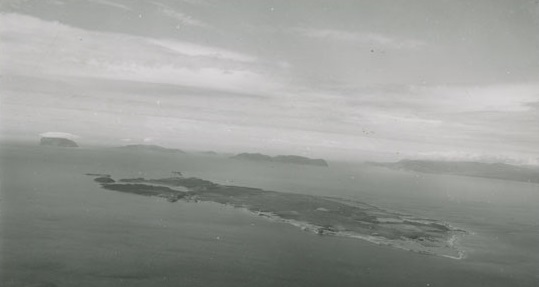
Luchtbeeld van Woods Island
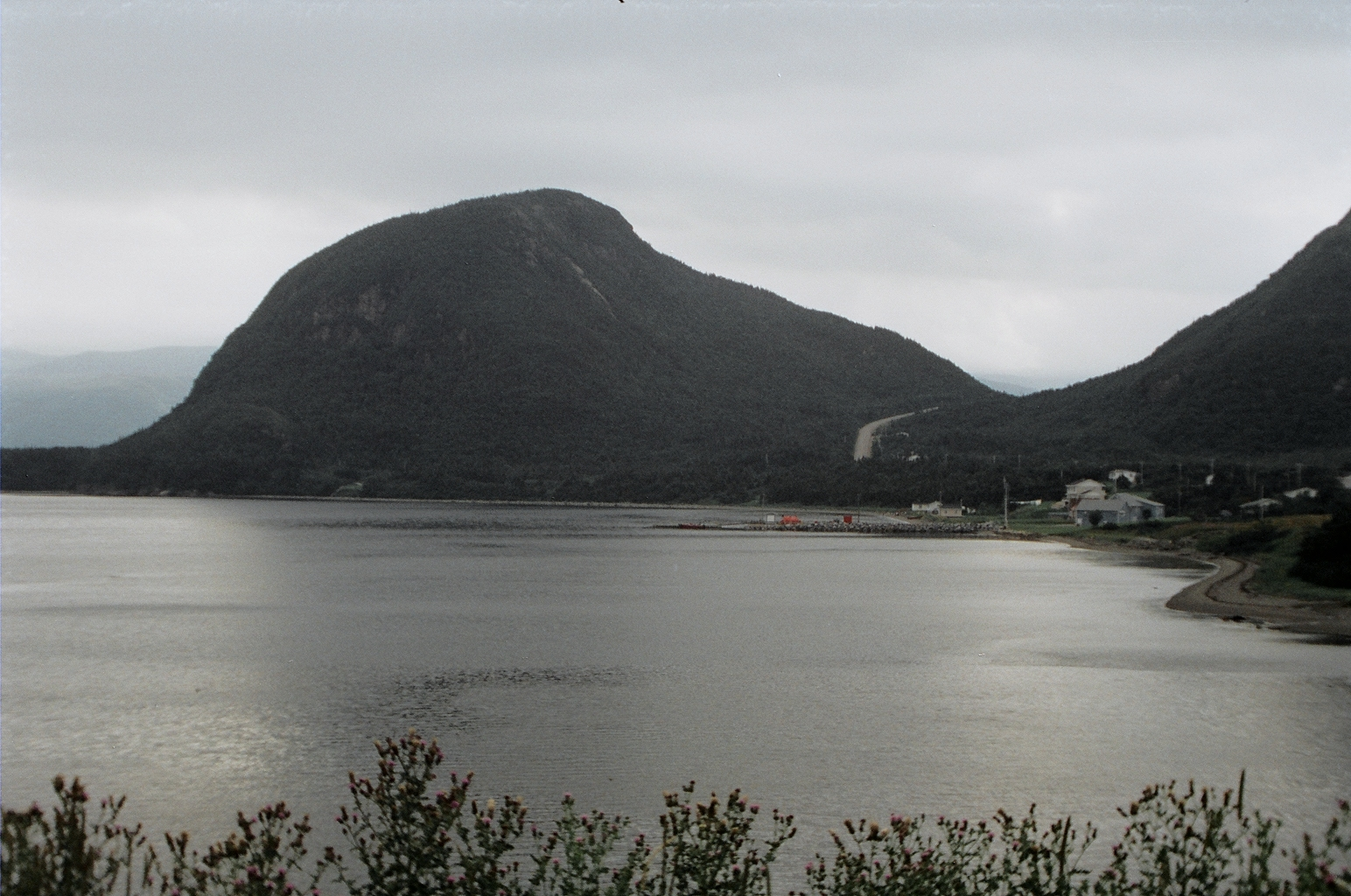
Zicht op het schiereilandje van Blow Me Down Provincial Park, aan de zuidkust van de baai
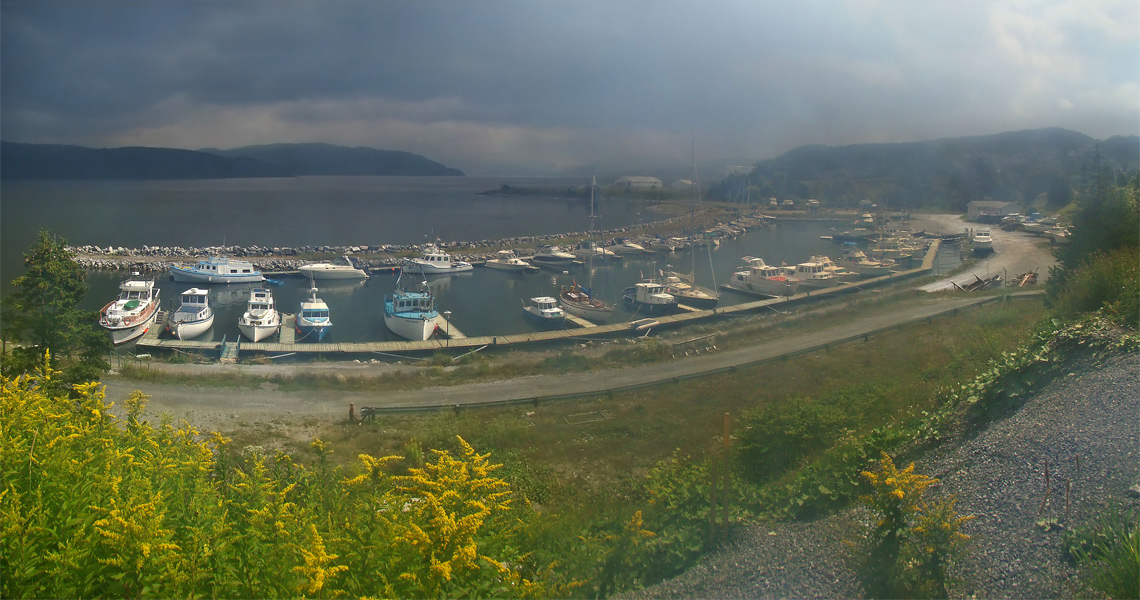
De jachthaven van Petries, een wijk van Corner Brook, aan Humber Arm